# Nodame Cantabile: The Movie I
Pour plus de détails, voir Fiche technique et Distribution.
Nodame Cantabile: The Movie I (のだめカンタービレ 最終楽章　前編, Nodame Kantabire saishuu gakushou - Zenpen) est un film japonais réalisé par Hideki Takeuchi, sorti en 2009.
Ce film est la suite du drama Nodame Cantabile adapté du manga homonyme.

## Fiche technique
- Réalisation : Hideki Takeuchi
- Scénario : Ero Rin
- Genre : Comédie, romance, musical
- Durée : 121 minutes

## Distribution
- Naoto Takenaka: Franck Strezemann
- Shosuke Tanihara: Yukihisa Matsuda
- Juri Ueno: Noda Megumi
- Hiroshi Tamaki: Chiaki Shinichi
- Masato Ibu: Mine Tatsumi
- Yu Yamada: Rui Son
- Eiji Wentz : Lantoine Frank
- Becky: Vishnyova Tanya
- Eita: Mine Ryutaro
- Asami Mizukawa: Miki Kiyora
- Sayaka Yamaguchi: Yuko Namiki
- Michiko Kichise: Elize
- Keisuke Koide: Okuyama Masumi
- Seiji Fukushi: Yasunori Kuroki